# Военные ансамбли Израиля
Военные ансамбли Израиля (ивр. להקות צבאיות בישראל‎) были созданы для развлечения солдат ещё до возникновения государства Израиль. Первый военный ансамбль образовался во время Второй мировой войны в Еврейской бригаде, сражавшейся с нацизмом.
В войну за независимость, в Армии обороны Израиля уже существовали несколько военных ансамблей: «Чизбатрон», «Хишатрон», «А-Шарон», «А-Кармель» и другие.
Но особую популярность получил ансамбль бригады Нахаль с одноимённым названием.

## Лаакат А-Нахаль
Ансамбль (на иврите «лаака») Нахаль был создан в 1950 году и в его составе пело множество израильских певцов, позже ставших популярными актёрами и исполнителями песен на израильской эстраде. Йоси Банай, Йона Атари, Хаим Тополь, Ури Зоар и Габи Амрани составляли костяк ансамбля. Во время операции «Кадеш» ансамбль записал песню «Напротив Синайской горы», ставшей символом этой войны. В третьем составе ансамбля блистали Арик Айнштейн, Йорам Гаон, Гаври Банай, Исраэль Поляков, Йорам Арбель, Ханан Гольдблат, Тувья Цафир и другие. Позже, большинство из участников Лаакат А-Нахаль создали ансамбль «А-Тарнеголим». Для ансамбля создавали песни замечательные израильские композиторы и песенники: Саша Аргов, Хаим Хефер, Эфраим Кишон, Яир Розенблюм, Наоми Шемер.
Суперпопулярность пришла к группе в конце 60-х гг., с выходом их очередной программы «Карнавал в Нахале» (קרנבל בנח"ל). Песни из программы («Шальва», «Бэсимла адома», «А-хаим а-яфим», «Шир а-шалом») стали хитами израильской эстрады.
Следующими солистами в группе были Гиди Гов, Дани Сандерсон, Ярдена Арази, Эфраим Шамир, Лея Лупатин, Алон Олеарчик. Из этого состава позже были образованы эстрадные группы «Каверет» и «Шоколад, мента, мастик».
В 1978 году, на экраны страны выходит фильм «Ансамбль», рассказывающий о некоем военном ансамбле, в котором зрители без труда узнали Лаакат а-Нахаль (одну из главных ролей в фильме исполнил Гиди Гов). Фильм до сих пор пользуется огромной популярностью, его показывают на каждый День независимости Израиля.

## Создание единого оркестра
В 1978 году, начальник генерального штаба Израиля Рафаэль Эйтан издаёт приказ о расформировании военных ансамблей. Вместо них создаётся единый военный оркестр ЦАХАЛ, выступающий на торжественных церемониях.
В 1985 году, на недолгое время воссоздают военные ансамбли, но они уже не пользуются такой популярностью, как в 50-70 гг.
Военные ансамбли Израиля внесли огромный вклад в развитие израильской музыки.